# Терамо (провинция)
Терамо (итал. Provincia di Teramo) — провинция в Италии, в регионе Абруццо. Административный центр — Терамо.

## Физико-географическая характеристика

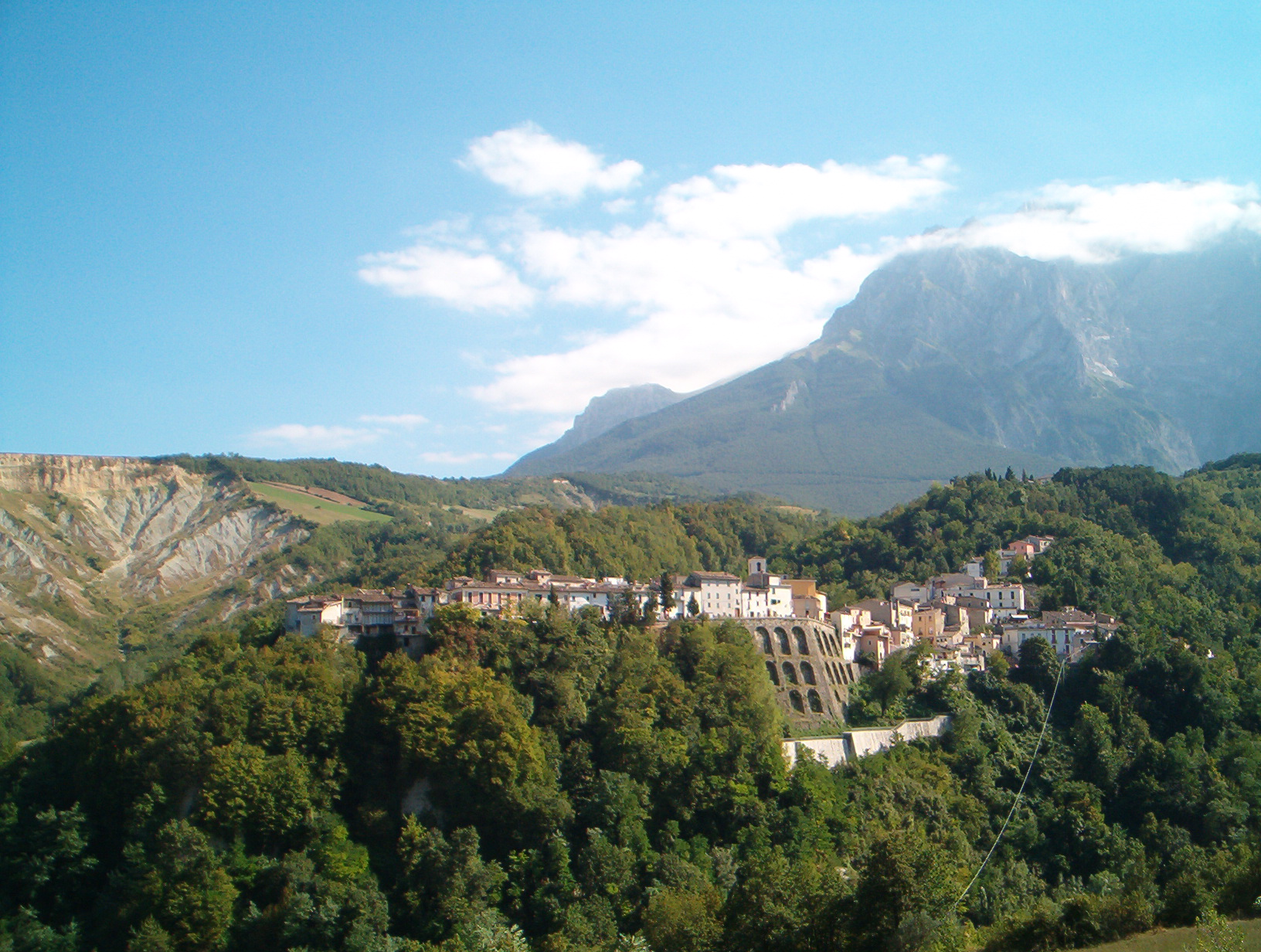
Кастелли

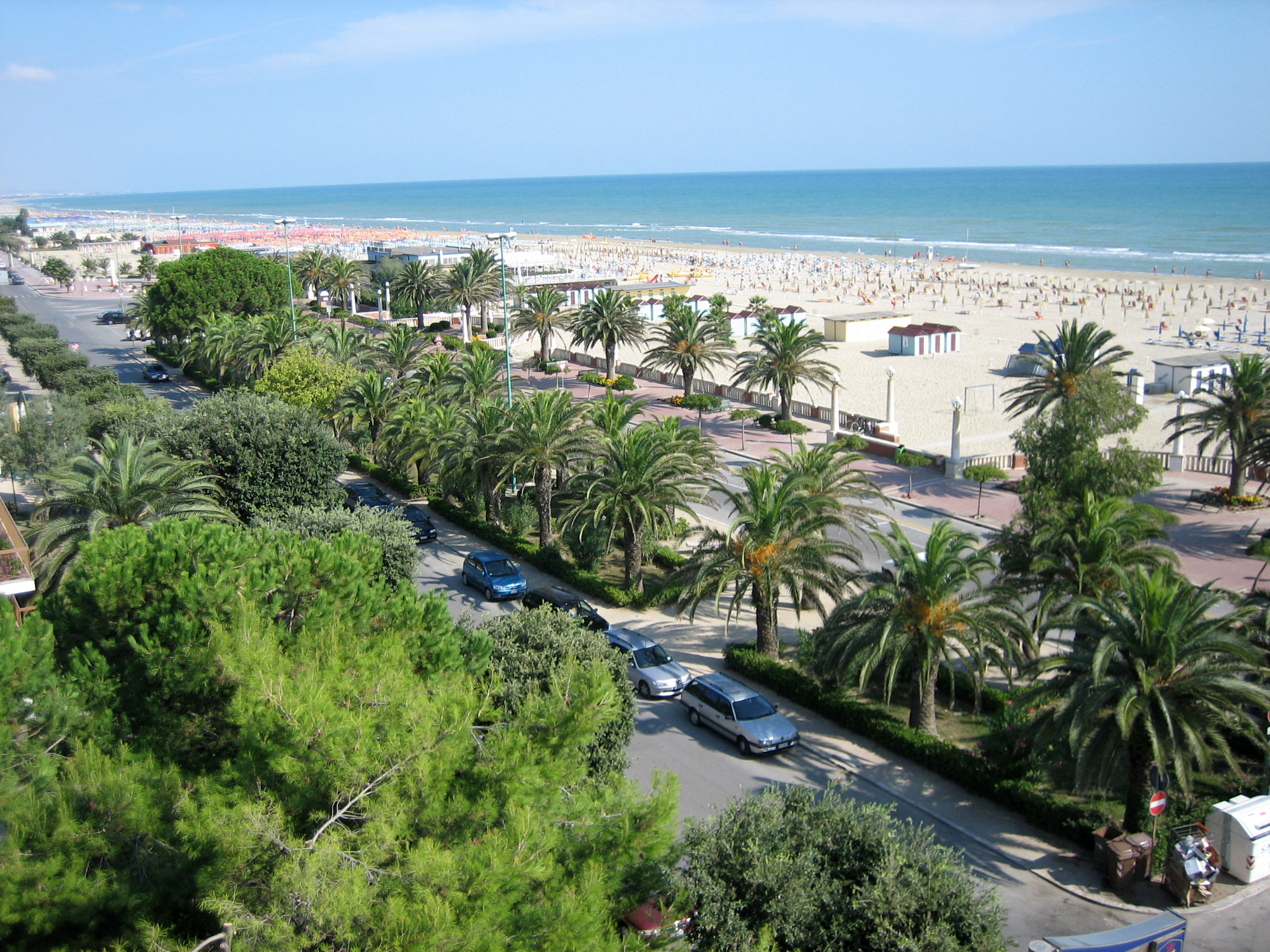
Джулианова

Провинция Терамо находится на берегу Адриатического моря. На севере она граничит с регионом Марке, на западе — с провинцией Л’Акуила, на юге — с провинцией Кьети. Для западной части провинции характерен горный рельеф с максимальными высотами около трёх тысяч метров, в то время как восточная часть представляет собой песчаные морские пляжи. Основными горными массивами провинции являются Лага и Гран-Сассо.
По территории провинции протекают реки Тронто, Вомано, Тордино и Веццола. Река Вомано образует озеро Кампотосто.
Столицей провинции является город Терамо, расположенный между в 20 км от побережья и в 40 км от гор.

## История
Провинция была образована в 1806 году королевством Неаполь, когда регион был разделён на провинции Л’Акуила и Терамо. В 1927 году часть провинции Терамо отошла свежеобразованной провинции Пескара.

## Население
По данным переписи населения 1881 года в провинции проживало 254,806 человек, 1901 года — 312,188 человек. На 1 январе 2014 года по данным национального института статистики население провинции составляло 311,103 человек, из них женщин — 159,303, мужчин — 151,800.

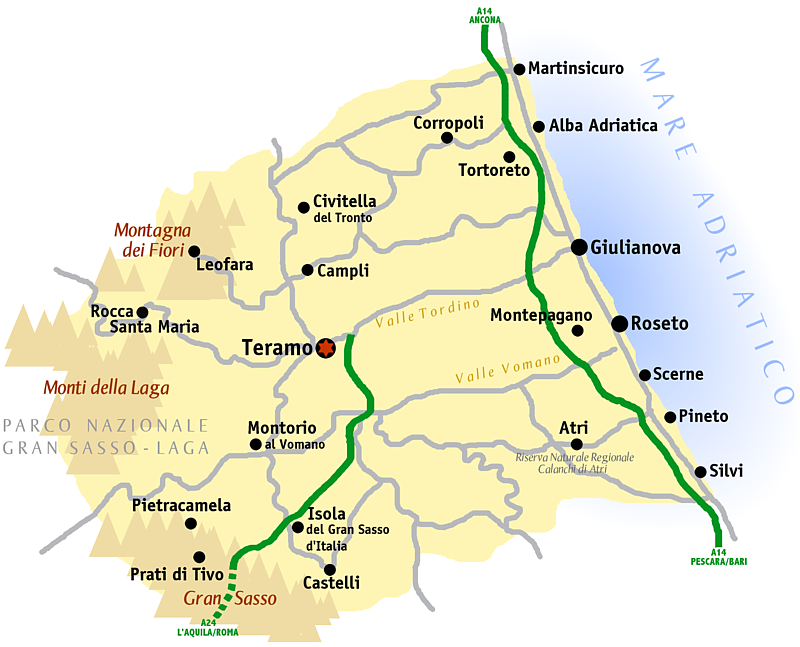

В провинции находится 47 населённых пунктов:
| - Альба-Адриатика - Анкарано - Арсита - Атри - Башано - Белланте - Бизенти - Валле-Кастеллана - Джулианова - Изола-дель-Гран-Сассо-д’Италия - Кампли - Канцано - Кастеллальто - Кастелли - Кастель-Кастанья - Кастиленти | - Кастильоне-Мессер-Раймондо - Колледара - Колоннелла - Контрогуэрра - Коррополи - Кортино - Кроньялето - Мартинсикуро - Монтефино - Монторио-аль-Вомано - Морро-д’Оро - Мошано-Сант-Анджело - Нерето - Нотареско - Пенна-Сант-Андреа - Пинето | - Пьетракамела - Розето-дельи-Абруцци - Рокка-Санта-Мария - Сант-Омеро - Сант-Эджидио-алла-Вибрата - Сильви - Терамо - Торано-Нуово - Торричелла-Сикура - Торторето - Тоссичия - Фано-Адриано - Челлино-Аттаназио - Черминьяно - Чивителла-дель-Тронто |

## Экономика
В городе Терамо развит индустриальный сектор, в частности, производство строительных материалов, керамики, текстиля. Производство керамики является традиционным промыслом ремесленников коммуны Кастелли.
«Семь сестёр» (Sette Sorelle) — объединённое название семи туристических центров провинции, расположенных на берегу Адриатического моря: Мартинсикуро, Альба-Адриатика, Торторето, Джулианова, Розето-дельи-Абруцци, Сильви, Пинето.

## Культура и наука

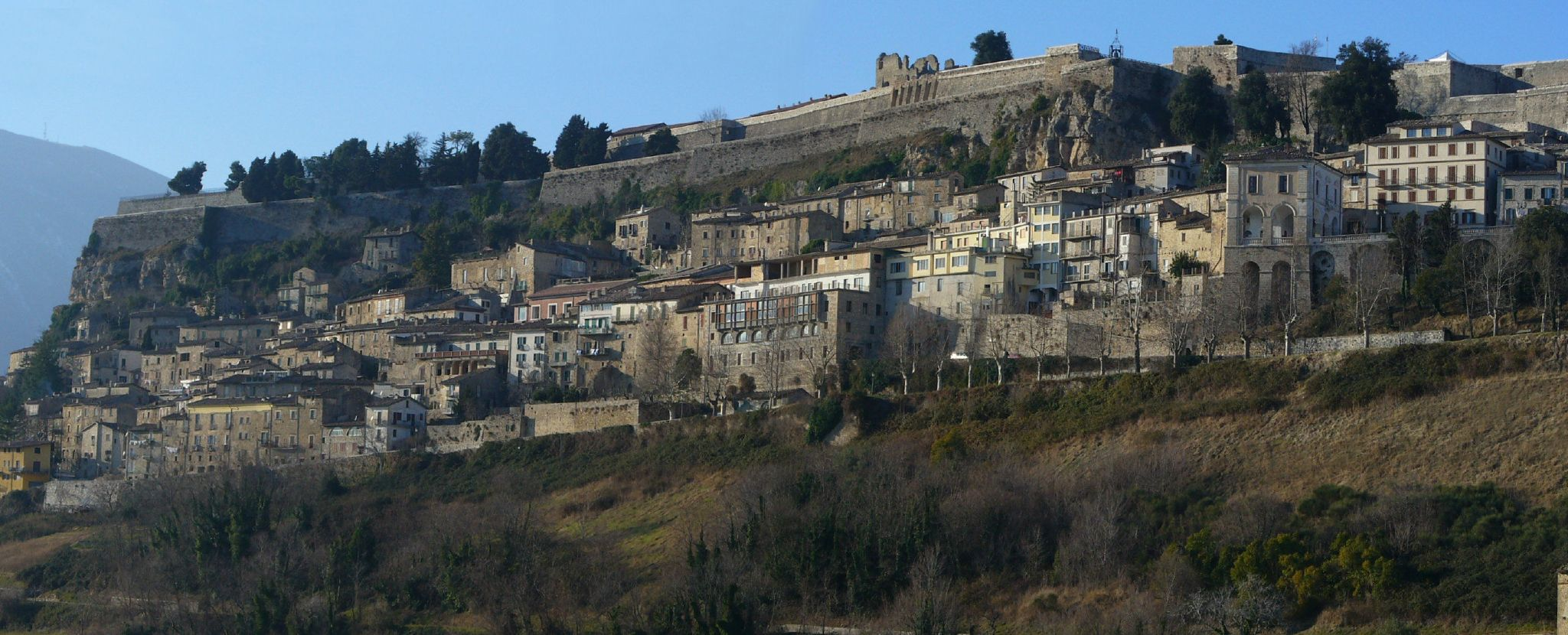
Форт Чивителл

В городе Чивителла-дель-Тронто расположен крупнейший в Италии форт Чивителл площадью 25 тысяч м². В Кастелли расположен музей керамики и институт искусств. В Терамо находится археологический музей F. Savini, в Джулианова — археологический музей Torrione «Il Bianco», музей искусств dello Splendore, дом-музей Gaetano Braga.
Университет города Терамо знаменит своими выпускниками в области права, а также имеет один из самых современных кампусов страны. Кроме того, в городе находится обсерватория 'Osservatorio Collurania', в которой установлен оптический телескоп диаметром 80 см.